# Diócesis de Pankshin
La diócesis de Pankshin (en latín: Dioecesis Pankshinensis y en inglés: Roman Catholic Diocese of Pankshin) es una circunscripción eclesiástica de la Iglesia católica en Nigeria. Se trata de una diócesis latina, sufragánea de la arquidiócesis de Jos. Desde el 18 de marzo de 2014 su obispo es Michael Gobal Gokum.

## Territorio y organización
La diócesis tiene 8486 km² y extiende su jurisdicción sobre los fieles católicos de rito latino residentes en 5 áreas de gobierno local del estado de Plateau: Pankshin, Kanke, Bokkos, Mangu y Kanam.
La sede de la diócesis se encuentra en la ciudad de Pankshin, en donde se halla la Catedral de la Santa Cruz.
En 2021 en la diócesis existían 32 parroquias.

## Historia
La diócesis fue erigida el 18 de marzo de 2014 con la bula Cum ad aeternam del papa Francisco, obteniendo el territorio de la arquidiócesis de Jos y de la diócesis de Shendam.
Entre el 7 y el 8 de marzo de 2018, en varios pueblos del distrito de Daffo, en el área de gobierno local de Bokkos, decenas de personas murieron, decenas de viviendas fueron incendiadas y miles de habitantes tuvieron que abandonar sus pueblos debido a ataques terroristas.

## Estadísticas
Según el Anuario Pontificio 2022 la diócesis tenía a fines de 2021 un total de 219 755 fieles bautizados.
| Año                                                                             | Población            | Población | Población      | Sacerdotes | Sacerdotes    | Sacerdotes    | Bautizados por sacerdote | Diáconos permanentes | Religiosos | Religiosos | Parroquias |
| Año                                                                             | Bautizados católicos | Total     | % de católicos | Total      | Clero secular | Clero regular | Bautizados por sacerdote | Diáconos permanentes | Varones    | Mujeres    | Parroquias |
| ------------------------------------------------------------------------------- | -------------------- | --------- | -------------- | ---------- | ------------- | ------------- | ------------------------ | -------------------- | ---------- | ---------- | ---------- |
| 2014                                                                            | 168 606              | 1 100 000 | 15.3           | 47         | 47            |               | 3587                     |                      | 3          | 7          | 22         |
| 2016                                                                            | 188 929              | 1 039 638 | 18.2           | 43         | 40            | 3             | 4393                     |                      | 3          | 9          | 24         |
| 2019                                                                            | 210 580              | 1 162 140 | 18.1           | 42         | 39            | 3             | 5013                     |                      | 3          | 13         | 31         |
| 2021                                                                            | 219 755              | 1 230 510 | 17.9           | 49         | 44            | 5             | 4484                     |                      | 5          | 13         | 32         |
| Fuente: Catholic-Hierarchy, que a su vez toma los datos del Anuario Pontificio. |                      |           |                |            |               |               |                          |                      |            |            |            |

## Episcopologio
- Michael Gobal Gokum, desde el 18 de marzo de 2014